# Luis Ernesto Tapia (futbolista)
Luis Ernesto Tapia (Ciudad de Panamá, 21 de octubre de 1944-Ciudad de Panamá, 13 de noviembre de 2024) fue un futbolista panameño que jugó como delantero, considerado uno de los mejores futbolistas en la historia de Panamá.

## Historia
Oriundo del barrio El Granillo de la Ciudad de Panamá –actualmente entre El Chorrillo y Barraza, calles 17 y 21 oeste–, debutó muy joven con la Selección de Panamá y durante una gira por El Salvador, fue firmado por el Alianza de ese país.
Llamado el Pelé centroamericano, Luis Ernesto Cascarita Tapia vivió su época gloriosa en El Salvador durante los 60s y 70s, especialmente con el Alianza. Todavía recuerdan sus hazañas futbolísticas en donde enfrentó a decenas de jugadores brasileños famosos.
El 19 de marzo de 1971, en el entonces Estadio Revolución, unos 25 mil aficionados presenciaron el duelo entre el Santos de Brasil y el Atlético Marte de El Salvador. En el equipo brasileño se encontraba el rey Pelé, mientras que por la formación contraria lo hacía Cascarita Tapia.
Fue parte de la selección que participó por primera vez en una eliminatoria mundialista; para la Copa del Mundo de Argentina 1978 tuvo el honor de anotar el primer gol para Panamá en estas competencias.
También realizó una gira con la selección de Panamá por el continente asiático, donde enfrentó a los peruanos de Héctor Chumpitaz.
En su honor, la cancha de entrenamiento de la ciudad deportiva –conocida como Mini Rommel– lleva su nombre.
A los 80 años, tras sufrir un infarto, falleció el 13 de noviembre de 2024.

## Clubes
| Año       | Club                          | Apps | Goles |
| --------- | ----------------------------- | ---- | ----- |
| 1961-1962 | Politécnica FC                |      |       |
| 1962-1963 | Deportivo El Granillo         |      |       |
| 1963–1969 | Alianza                       |      |       |
| 1969-1970 | Deportiva Galcasa             |      |       |
| 1970-1971 | Atlético Marte                |      |       |
| 1971-1972 | UES                           |      |       |
| 1972-1974 | Juventud Olímpica             |      |       |
| 1974-1979 | Provincia de Panamá Metro     |      |       |
| 1979–1981 | Atlético Ciudad de Panamá     |      |       |
| 1963–1979 | Selección de fútbol de Panamá | 77   | 27    |

## Palmarés

### Títulos nacionales
| Título           | Club              | País        | Año     |
| ---------------- | ----------------- | ----------- | ------- |
| Primera División | Alianza FC        | El Salvador | 1965-66 |
| Primera División | Alianza FC        | El Salvador | 1966-67 |
| Primera División | Atlético Marte    | El Salvador | 1970    |
| Primera División | Juventud Olímpica | El Salvador | 1973    |

### Títulos internacionales
| Título            | Club       | País     | Año  |
| ----------------- | ---------- | -------- | ---- |
| Copa de Campeones | Alianza FC | Concacaf | 1967 |